# Резолюция Совета Безопасности ООН 1010
Резолюция Совета Безопасности Организации Объединённых Наций 1010 (код — S/RES/1010), принятая 10 августа 1995 года, сославшись на все резолюции по ситуации в бывшей Югославии и подтвердив резолюцию 1004 (1995), Совет потребовал от боснийских сербов освободить всех задержанных лиц и разрешить доступ к ним международных гуманитарных организаций.
Совет Безопасности ООН был обеспокоен тем, что боснийские сербы не выполнили его требования. Неприемлемо, что безопасные районы Сребреницы и Жепы были нарушены силами боснийских сербов. 
Резолюция подтвердила приверженность Совета урегулированию конфликтов в бывшей Югославии путем переговоров, при котором суверенитет и территориальная целостность её государств будут взаимно уважаться. Была также выражена озабоченность по поводу нарушений международного гуманитарного права и исчезновения гражданских лиц в Сребренице и в Жепе. В связи с этим боснийская сербская сторона была осуждена за то, что Международный комитет Красного Креста (МККК) не предоставил доступ к гражданским лицам.
Совет потребовал от боснийских сербов предоставить задержанным доступ МККК и Верховного комиссара ООН по делам беженцев, уважать права задержанных и призвал к их освобождению. Все, кто совершил нарушения международного гуманитарного права, будут привлечены к индивидуальной ответственности. Наконец, Генерального секретаря ООН попросили доложить к 1 сентября 1995 года о выполнении данной резолюции.